# Payún Matru
Payún Matrú je štítová sopka. Nachází se na jihu argentinské provincie Mendoza. Vrchol sopky tvoří eliptická kaldera o rozměrech 8×10 km. Postkaldrové stádium aktivity přineslo výlevy čedičových láv z více než 300 erupčných center, sledujících východně-západní trhlinovou linii křižující celý vulkán. Podle místních legend byla sopka aktivní ještě v předkolumbovských časech.